# Yasmeen Abu-Laban
Yasmeen Abu-Laban (* 1966) ist eine kanadische Politikwissenschaftlerin, die als Professorin an der University of Alberta forscht und lehrt. Sie amtierte 2016/17 als Präsidentin der Canadian Political Science Association (CPSA).

## Leben
Abu-Laban machte alle akademischen Abschlüsse im Fach Politikwissenschaft: Bachelor 1988 an der University of Alberta, Master 1990 an der Carleton University, Promotion zur Ph.D. 1996 ebenfalls an der Carleton University. Der Titel der Dissertationsschrift lautet The	Nation-State in	an Era of Regionalism and Globalization. A Comparative Study of	the	Politics of	Migration in the United	States and France. Seit 1998 ist sie an der University of Alberta, bis 2002 als Assistant	Professor, dann als Associate	Professor und ab 2008 als Full Professor. Seit 2018 ist sie zudem Canada Research Chair in the Politics of Citizenship and Human Rights. Außerdem ist sie Fellow am Canadian Institute for Advanced Research.
Schwerpunktthemen ihrer Forschung sind: Ethnische und geschlechtsspezifische Politik; Nationalismus; Globalisierung und Prozesse der Rassifizierung; Einwanderungspolitik mit Überwachung und Grenzkontrollen sowie Multikulturalismus und Antirassismus mit Fokus auf antipalästinensischem Rassismus.
Abu-Laban plädiert dafür, den Kampf gegen Antisemitismus und gegen antipalästinensischen Rassismus klar zu benennen und als Phänomene gemeinsam zu bekämpfen.